# Eric Green
Eric Hubert Green (Leatherhead, 28 augustus 1878 - Stanford Dingley, 23 december 1972) was een Brits hockeyer. 
Met de Britse ploeg won Green de olympische gouden medaille in 1908 in eigen land.

## Resultaten
- 1908  Olympische Zomerspelen in Londen